# Pietrastornina
Pietrastornina é uma comuna italiana da região da Campania, província de Avellino, com cerca de 1.648 habitantes. Estende-se por uma área de 15 km², tendo uma densidade populacional de 110 hab/km². Faz fronteira com Altavilla Irpina, Arpaise (BN), Pannarano (BN), Roccabascerana, Sant'Angelo a Scala, Summonte.

## Demografia
| Variação demográfica do município entre 1861 e 2011                               |
|                                                                                   |
| Fonte: Istituto Nazionale di Statistica (ISTAT) - Elaboração gráfica da Wikipedia |